# Rîșcani (sector)
Sectorul Rîșcani (în rusă Рышкановка, transliterat: Rîșkanovka) este situat în partea de nord a orașului Chișinău. Denumirea sectorului vine de la numele fostului sat omonim.

## Istoric
Satul cu același nume este atestat pe timpul domniei lui Alexandru cel Bun, documentele atestă existența unui sat pe malul drept al Bîcului care avea hotar comun cu moșia Chișinăului. În alte documente de mai târziu găsim și denumirea acestui sat - Visterniceni.

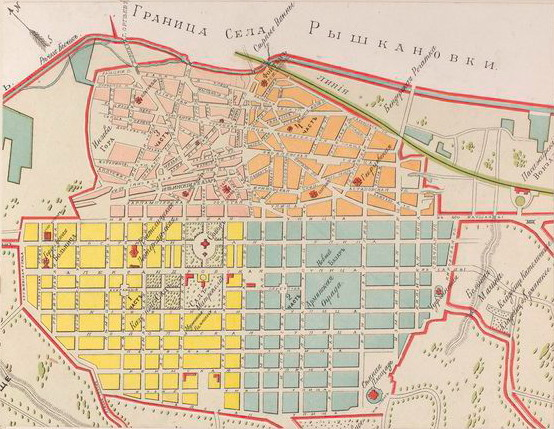
Hartă țaristă a Chișinăului din 1889, în parte de sus este indicat satul Rîșcani (Rîșkanovka, după varianta rusă).

În 1772, unul din reprezentanții familiei Râșcanu și anume, Constantin Râșcanu a devenit posesorul părții de sud - est a moșiei Visterniceni. Genealogistul Gheorghe Ghibănescu a consacrat în 1915 familiei Râșcanu volumul X al seriei sale Surete și Izvoade. În acest volum a fost publicat și arborele genealogic al familiei care ulterior a fost completat de istoricul Gheorghe G. Bezviconi iar apoi actualizat de arhitectul Dan Râșcanu. Fiul lui Constantin Râșcanu, Dumitru era mareșalul nobilimii din Basarabia și avea în stăpânire jumătate din moșia Visterniceniului, precum și moșiile Bubuieci, Chițcani și Poșta Veche, localități cuprinse actualmente în hotarele Chișinăului.
Constantin Râșcanu este ctitorul Bisericii Sfinților Împărați Constantin și Elena pe pereții căreia de rând cu alte inscripții se mai putea citi următoarele:
- Această Sfântă biserică a fost înălțată din temelii pe mijloacele robului lui Dumnezeu Constantin Râșcanu mare spătar, în anul 1777.

Istoria modernă a sectorului Râșcani începe la 12 aprilie 1941, cînd prin Decretul Prezidiului Sovietului Suprem al RSSM orașul Chișinău a fost divizat în trei raioane: Lenin, Krasnoarmeisk și Stalin / actualmente sectorul Râșcani/.
În perioada celui de al doilea război mondial executivele raionale și-au suspendat activitatea. Primele alegeri au avut loc abia în 27 decembrie 1947.
În 28 noiembrie 1961 raionul Stalin a fost redenumit în raionul Octombrie. În componența raionului au fost incluse  sovietele sătești Râșcani și Muncești.
În 1970 în partea central-estică a sectorului a fost deschis parcul Boris Glavan, actualmente parcul Rîșcani.
Din 25 septembrie 1991 în conformitate cu prevederile Hotărârii Guvernului Republicii Moldova nr. 535 „Cu privire la funcționarea Primăriei orașului Chișinău în perioada de tranziție la noua diviziune teritorial - administrativă" organul executiv al orașului devine Primăria, iar comitetele executive ale celor cinci soviete raionale de deputați ai poporului sînt organizate în preturi cu revederea denumirii lor, inclusiv a raionului Octombrie în sectorul Râșcani, ca subdiviziune a Primăriei municipiului Chișinău.
Clădiri de referință în sectorul Râșcani:
- Circul de Stat din Chișinău.
- Complexul Memorial "Feciorilor Patriei - Sfinta Amintire".

## Galerie de imagini

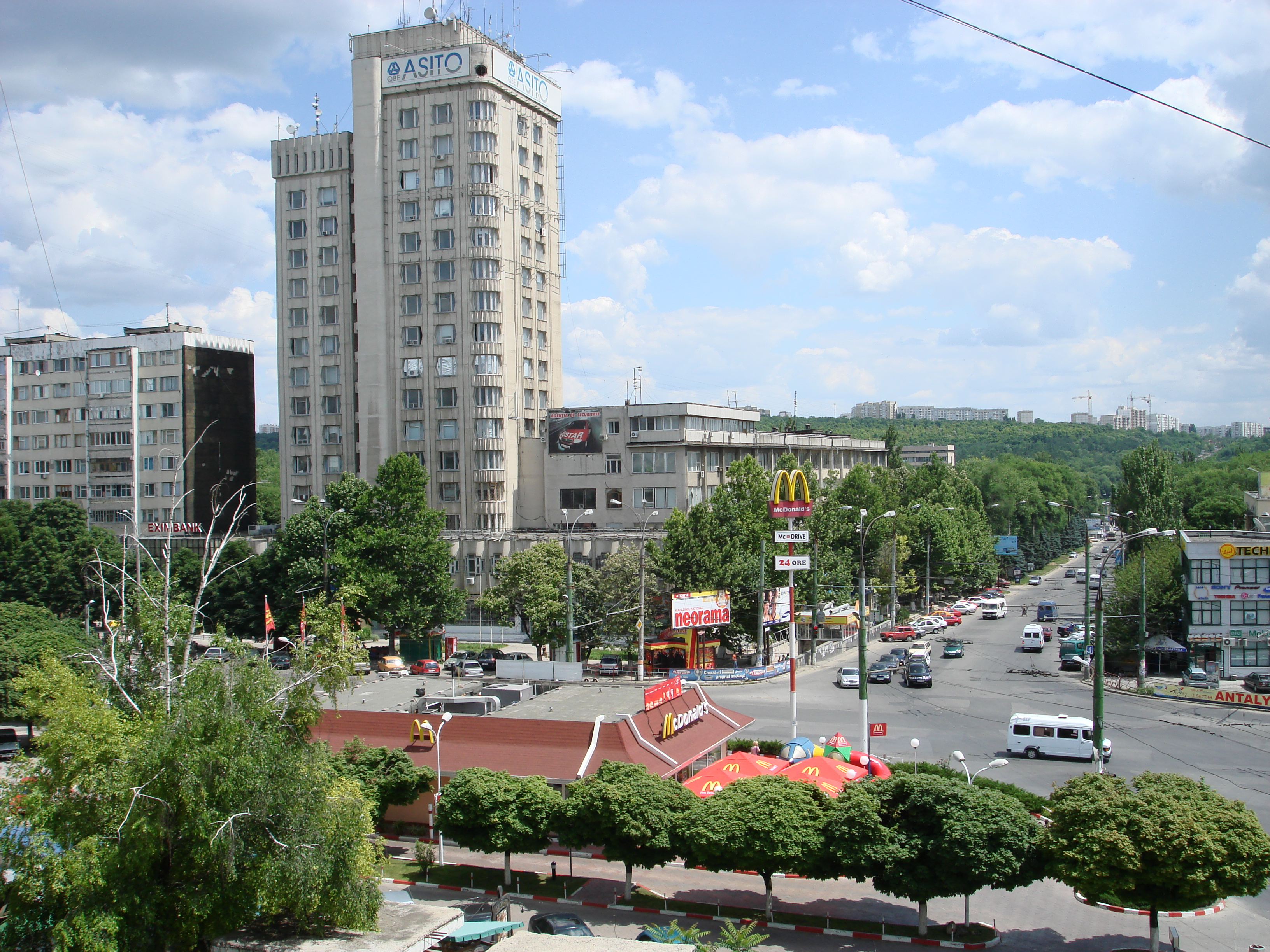
Partea centrală a sectorului, 2010.
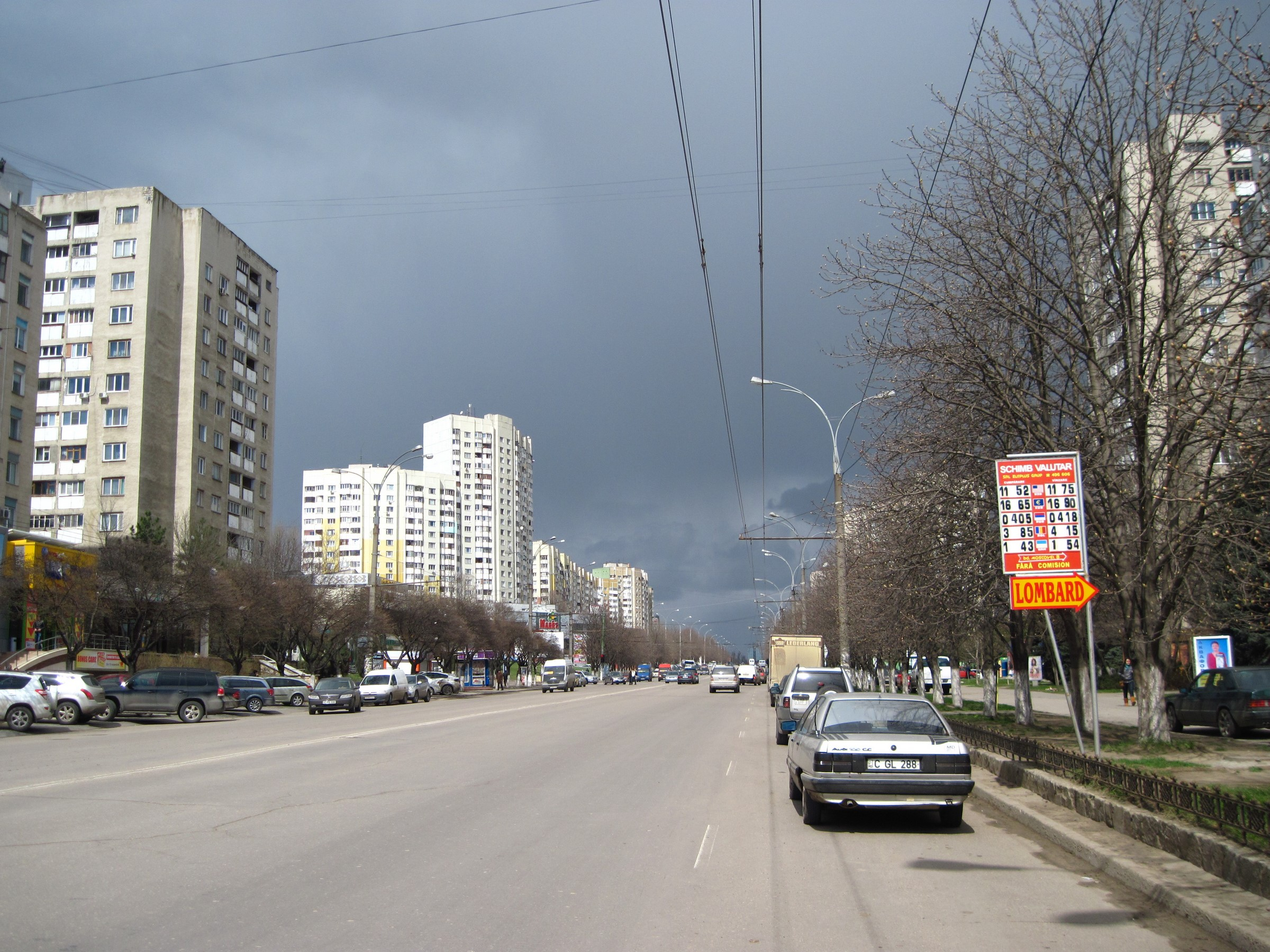
Bd. Moscova
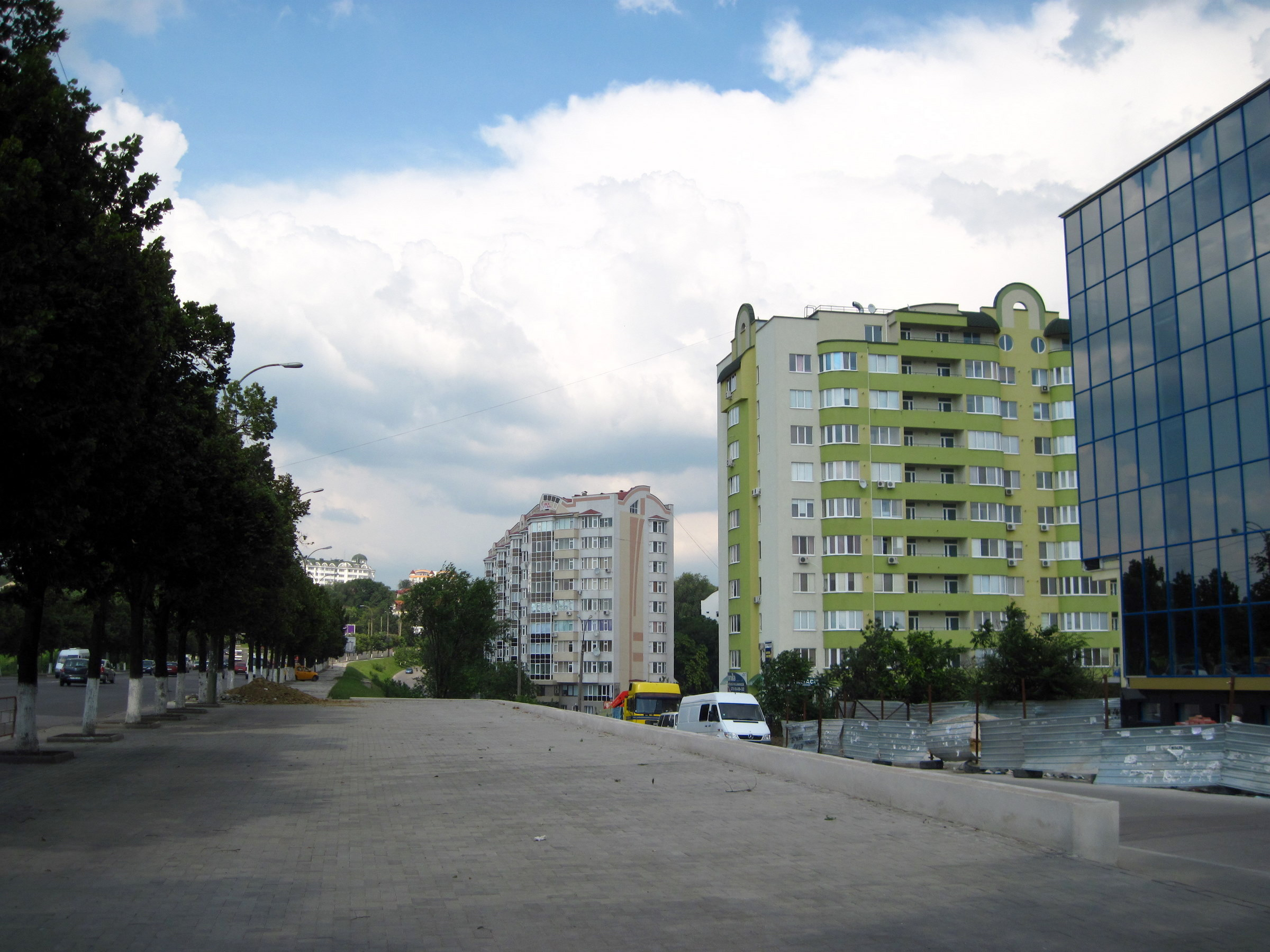
Blocuri locative de-a lungul bd. Renașterii Naționale
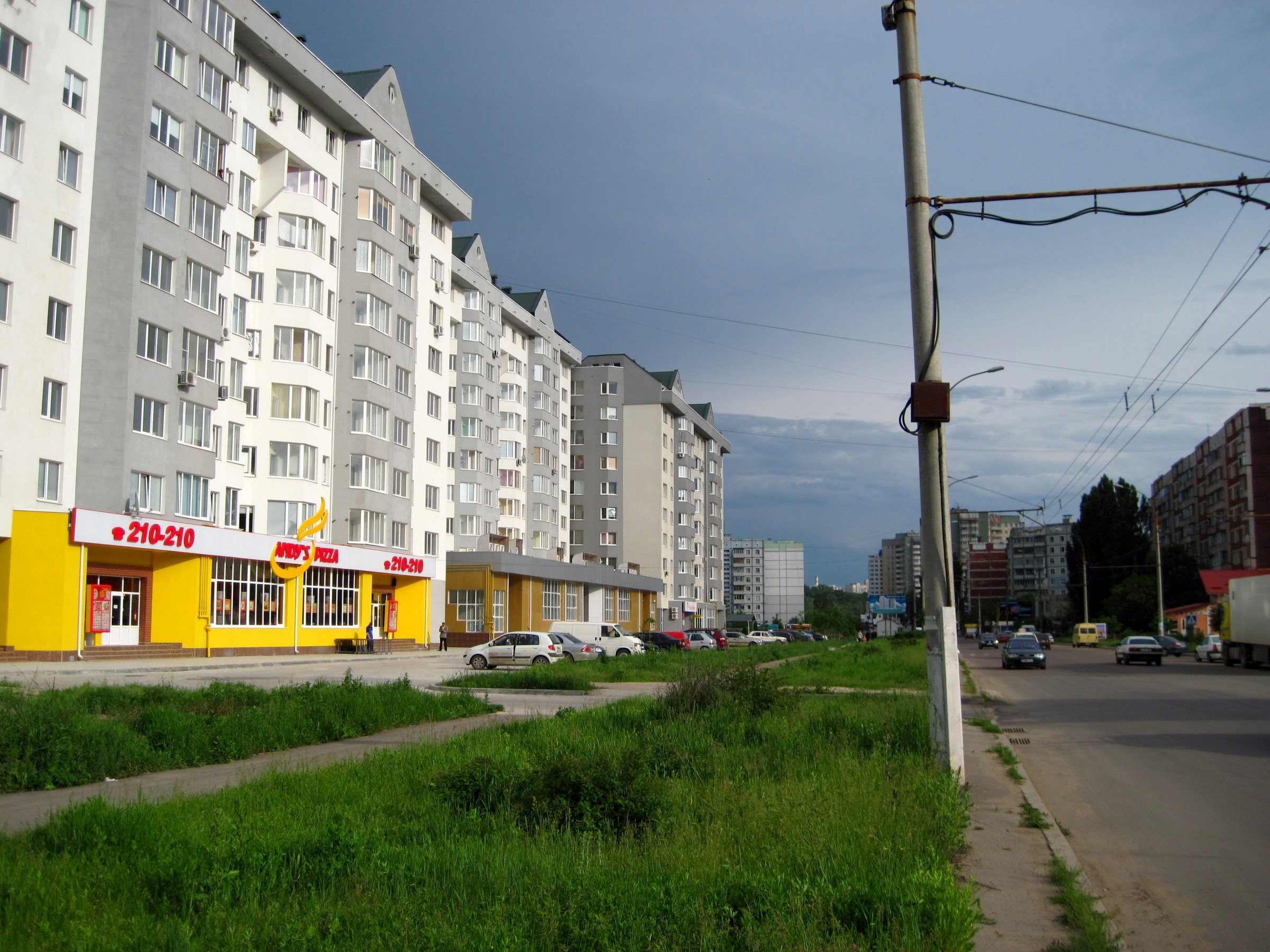
Cartierul Ceucari, Poșta Veche
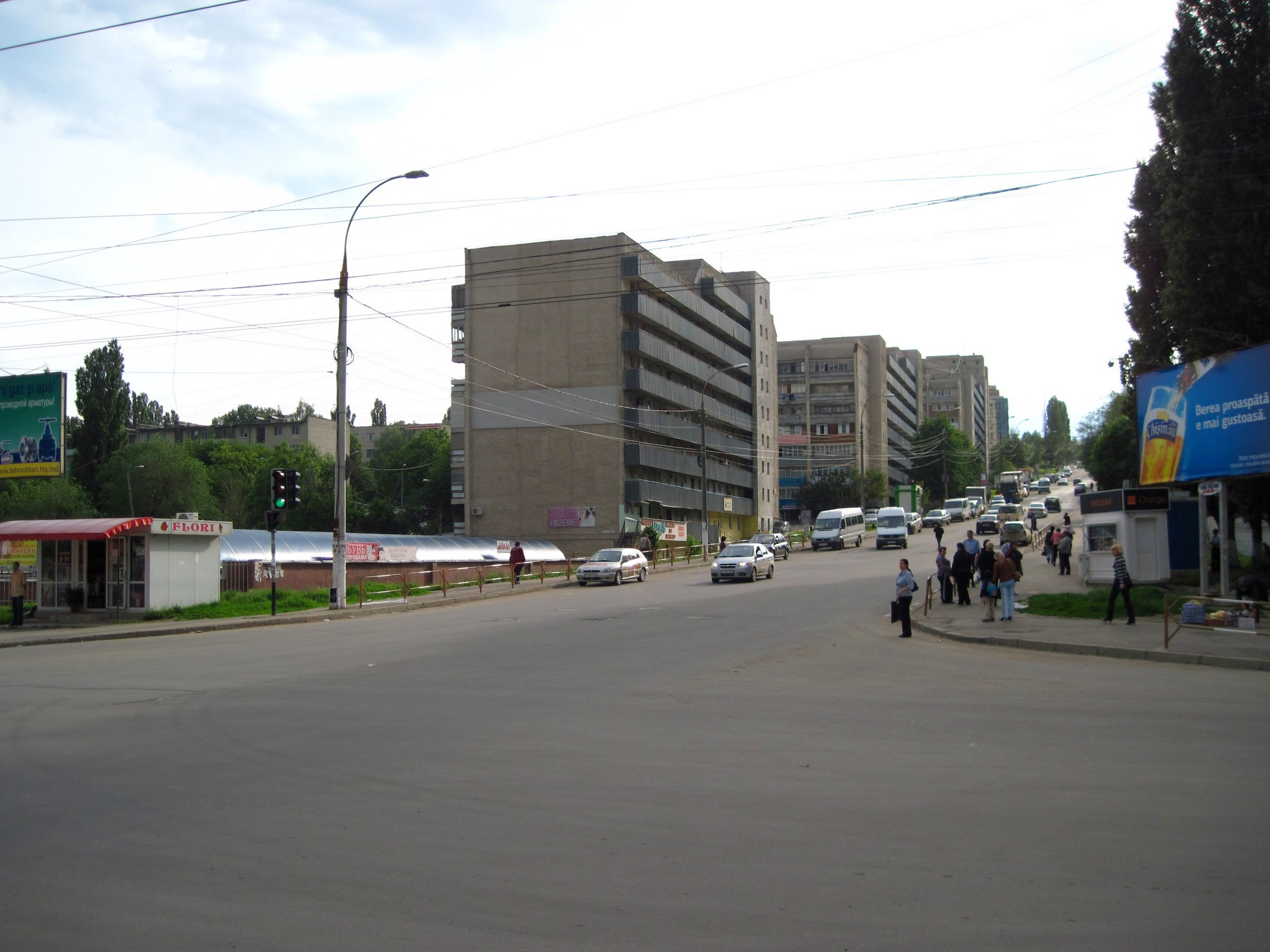
Cartierul Poșta Veche
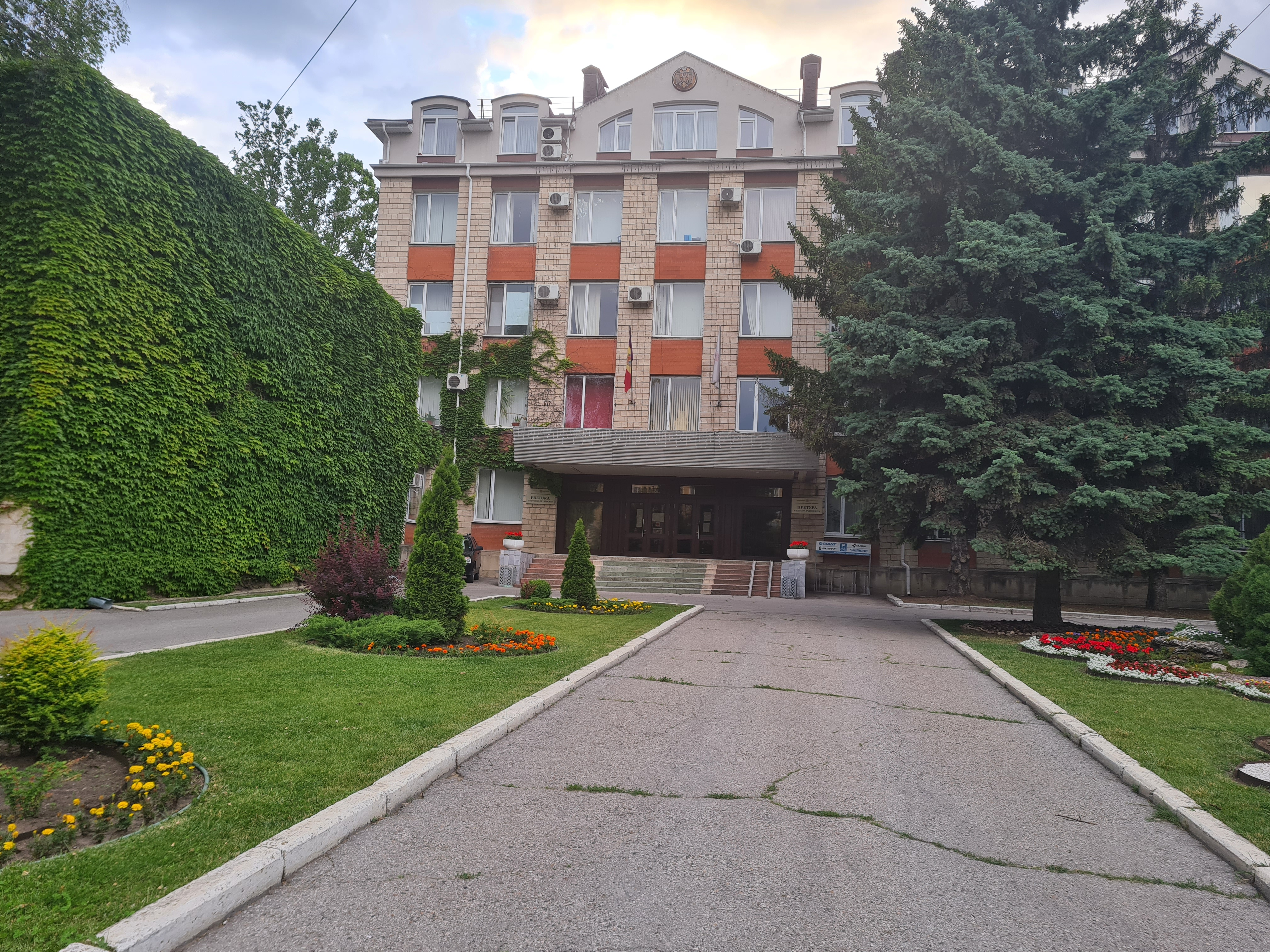
Pretura sectorului
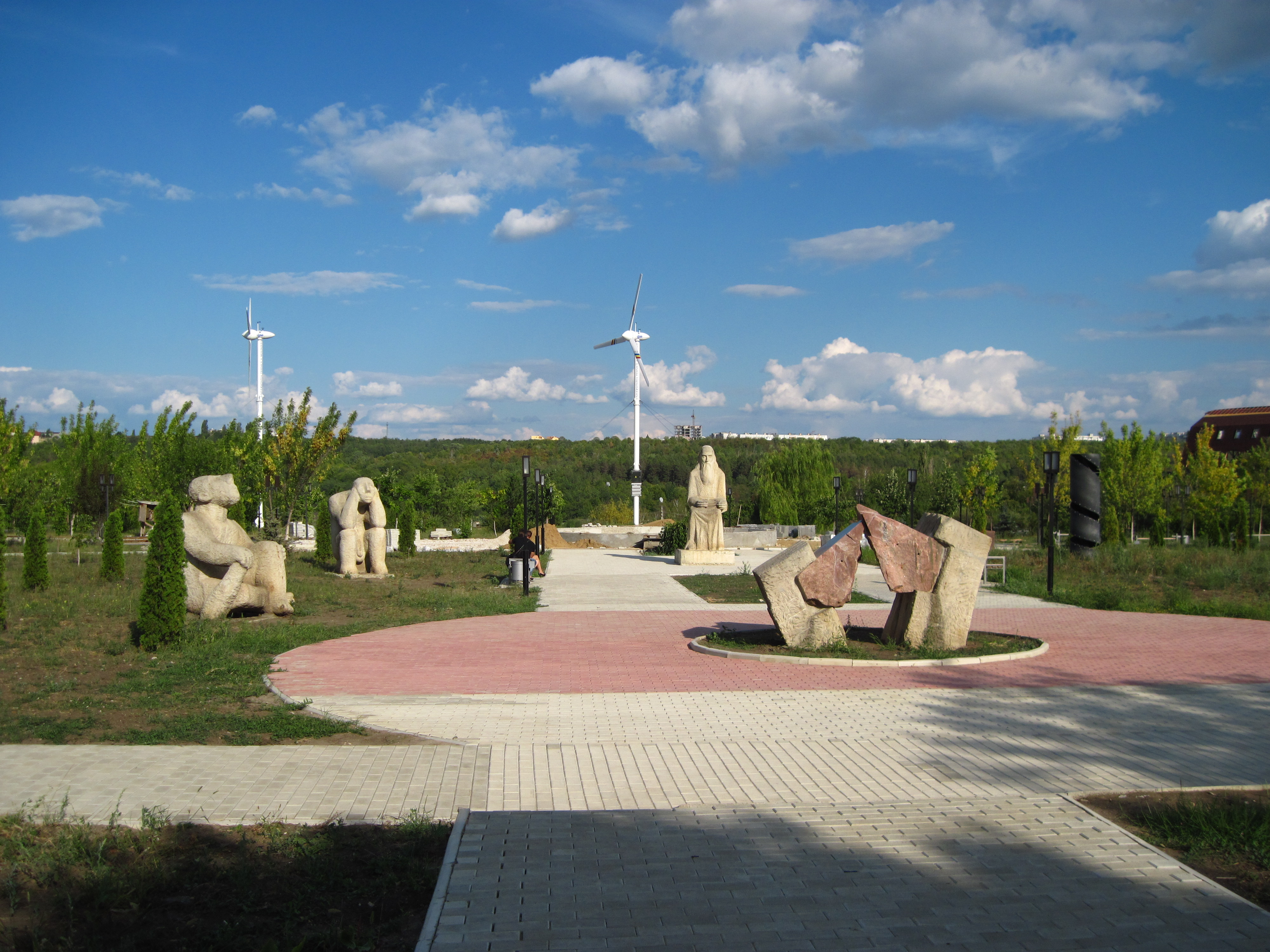
Parcul UTM

## Simboluri
Stema
În cîmp de azur, o acvilă heraldică cu zborul coborît, de aur, ciocată  și membrată roșu. Peste tot, în cîmp roșu, un pod de argint, zidit negru, pe care staționează  o diligență deshămată, de aur, și însoțit sub arc de o ancoră, de asemenea de aur. Scutul timbrat de o coroană murală de argint cu patru turnuri.
Drapelul
Drapelul reprezintă o pînză rectangulară (1:2), despicată vertical, purtînd în mijlocul ghindantului alb, într-un scut heraldic de tip triunghiular (1/2 h), stema mică a sectorului Rîșcani (în cîmp roșu, un pod alb, zidit negru, pe care staționează o diligență deshămată, galbenă, și însoțit sub arc de o ancoră, de asemenea galbenă) și avînd batantul fasciat, alb și roșu, în șapte brîie.